# Regeringsverklaring
Een regeringsverklaring is een rede van een regeringsleider waarin hij/zij het beleid van de nieuw aangetreden regering mededeelt aan het parlement.

## België
In België kan de premier namens de regering verklaringen afleggen in het parlement. Dit gebeurt met name in de Kamer van volksvertegenwoordigers naar aanleiding van de vorming van de regering. Een ander type regeringsverklaring is de jaarlijkse State of the Union, ook wel beleidsverklaring, ingevoerd sinds 1993. Dit is vergelijkbaar met de Nederlandse Prinsjesdag, een toelichting van de beleidskeuzes in de gepresenteerde begroting.

## Nederland
In de regeringsverklaring legt de minister-president na het aantreden van een nieuw kabinet namens de Nederlandse regering in de Tweede Kamer verantwoording af over de kabinetsformatie en over het regeerprogramma, dat bestaat uit het regeerakkoord met aanvullingen van het nieuwe kabinet. Hierbij is het voltallige kabinet aanwezig.
Ook tussentijds kan de minister-president over bijzondere onderwerpen een regeringsverklaring afleggen in de Tweede Kamer, al dan niet in aanwezigheid van het voltallige kabinet.